# Dewey Balfa
Dewey Balfa (* 20. März 1927 in Grand Louis/Louisiana; † 17. Juni 1992) war ein US-amerikanischer Cajunmusiker (Fiddlespieler und Sänger).

## Leben und Wirken
Balfa war eines von zehn  Kindern der Farmpächter Charles Balfa und Amay Ardoin Balfa. Sein Vater und dessen Vorfahren über Generationen hinweg waren Fiddlespieler. In ihrer Jugend bildeten er und seine Brüder Will (Fiddle), Burkeman (Triangel und Löffel), Harry (Akkordeon) und Rodney (Gitarre) mit ihrem Nachbarn Hadley Fontenot (Akkordeon) eine Band, die bei Tanzveranstaltungen auftrat. Dewey selbst war stark beeinflusst von den Cajun-Fiddlern Leo Soileau und Harry Choates und den Western-Swing-Fiddlern Bob Wills und Cliff Bruner.
Neben seinen Auftritten als Musiker ging Balfa verschiedenen Arbeiten nach. Er arbeitete als Farmer, Lastwagen- und Schulbusfahrer, verkaufte Autos, Versicherungen und Möbel. In der Zeit des Zweiten Weltkrieges war er Werftarbeiter in Orange/Texas, Mitte und Ende der 1940er Jahre verbrachte er auch mehrere Jahre bei der Handelsmarine.
Cajun-Musik war bis Anfang der 1960er Jahre weithin unbekannt. Aufnahmen von Joseph Falcon und Cleoma Breaux, Amédé Ardoin, Dennis McGee, Lawrence Walker, Nathan Abshire und Mayuse LaFleur hatten nur in Louisiana Erfolg. Dies änderte sich, als Balfa mit Gladius Thibodeaux, Revon Reed und Louis LeJeune 1964 zum Newport Folk Festival eingeladen wurde und vor 17.000 Zuhörern auftrat. Fortan war er aktiv im Umfeld des Festivals, 1967 trat er hier auch mit seiner Familienband Balfa Brothers auf. Mit Unterstützung von Wissenschaftlern und Filmemachern initiierte er 1974 Tribute of Cajun Music in Lafayette, woraus sich später die Festivals Acadiens entwickelten.
Von den 1960er Jahren an bis zu seinem Tod spielte Balfa zahlreiche Aufnahmen ein (darunter das Doppelalbum The Balfa Brothers Play Traditional Cajun Music), aber auch mehrere Alben mit Marc Savoy und D. L. Menard. Zudem wirkte er in Dokumentarfilmen mit und engagierte sich für die Pflege und Erhaltung der Cajun-Musik und -kultur. 1982 wurde er vom National Endowment for the Arts mit dem National Heritage Fellowship ausgezeichnet. Die Balfa Brothers waren bis zum Tod von Will und Rodney bei einem Verkehrsunfall 1978 aktiv, danach traten sie mit Deweys Tochter Christine und seinem Neffen Tony Balfa auf. Sie waren prägend für die nächste Generation von Cajun-Musikern wie Michael Doucet und Marc Savoy.